# Précy-sur-Marne
Précy-sur-Marne is een gemeente in het Franse departement Seine-et-Marne (regio Île-de-France) en telt 802 inwoners (2014). De plaats maakt deel uit van het arrondissement Meaux.

## Geografie
De oppervlakte van Précy-sur-Marne bedraagt 4,8 km², de bevolkingsdichtheid is 100,0 inwoners per km².
De onderstaande kaart toont de ligging van Précy-sur-Marne met de belangrijkste infrastructuur en aangrenzende gemeenten.

## Demografie
Onderstaande figuur toont het verloop van het inwonertal (bron: INSEE-tellingen).